# 慕平
慕平（1952年9月—），男，汉族，山东蓬莱人，中华人民共和国法官。中央党校法学研究生。

## 生平
1969年参加工作，先后在黑龙江笔架山农场公安部“五·七”干校、北京市昌平县公安部“五·七”干校劳动。
1974年，到北京铁路分局丰台机务段工作，任团委书记。1974年10月加入中国共产党。1978年6月，任北京铁路分局丰台地区党委干事。
1980年6月，到北京市高级人民法院工作，历任刑庭书记员、助理审判员、审判员、刑庭副庭长、庭长、副院长。
1999年8月，任中共北京市委政法委副书记。2000年7月，任中共北京市委政法委常务副书记。
2005年9月，任北京市人民检察院党组书记、副检察长、代理检察长。2006年1月，当选北京市人民检察院检察长。2006年2月被任命为二级大检察官。
2013年1月28日，当选北京市高级人民法院院长。2016年1月，卸任北京市高级人民法院院长职务，由杨万明接任。
2003年1月，当选北京市人大常委会委员。2008年，当选为第十一届全国人民代表大会北京地区代表。2013年，当选为第十二届全国人民代表大会北京地区代表。